# Sønstebynuten
Der Sønstebynuten (norwegisch) ist ein 819 m hoher Nunatak im ostantarktischen Königin-Maud-Land. Er ragt am östlichen Ende der Lingetoppane im Fimbulheimen auf.
Wissenschaftler des Norwegischen Polarinstituts benannten ihn 1969. Namensgeber ist Gunnar Sønsteby (1918–2012), ein Anführer der Widerstandsbewegung gegen die deutsche Besatzung Norwegens im Zweiten Weltkrieg.